# Páramo de Pisba
Páramo de Pisba är ett högland i Colombia.   Det ligger i departementet Boyacá, i den centrala delen av landet, 220 km nordost om huvudstaden Bogotá.